# Impatiens irangiensis
Impatiens irangiensis är en balsaminväxtart som beskrevs av Eb. Fischer. Impatiens irangiensis ingår i släktet balsaminer, och familjen balsaminväxter. Inga underarter finns listade i Catalogue of Life.